# Ливенская ТЭЦ
Ли́венская ТЭЦ — теплоэлектроцентраль в городе Ливны Орловской области, является производственным подразделением филиала ПАО «Квадра» — «Орловская генерация». Установленная электрическая мощность станции составляет 36 МВт, тепловая — 221,7 Гкал/ч. Численность сотрудников — 117 человек.
Датой основания Ливенской ТЭЦ считается 3 декабря 1958 года, когда был введён в эксплуатацию первый турбогенератор, установленной мощностью 6 МВт, и станция дала первый ток.
В марте 1959 года введена в работу вторая очередь Ливенской ТЭЦ — котёл и турбогенератор с теплофикационным отбором  пара. В конце 1960 года мощность Ливенской ТЭЦ достигла 12 МВт. В 1962 году станция была включена в единую энергосистему Европейской части СССР. В качестве основного топлива на Ливенской ТЭЦ использовался уголь. С 1973 по 1985 годы на станции была проведена реконструкция всех котлов и их перевод на сжигание мазута — построены три резервуара для мазута по 2000 кубометров каждый и мазутонасосная станция. Дополнительно построили водогрейную котельную с тремя котлами. В начале 1990-х годов все котлы Ливенской ТЭЦ переведены на природный газ.
В 2007 году в рамках инвестиционной программы по обновлению генерирующих мощностей компании было принято решение о реконструкции Ливенской ТЭЦ. 26 декабря 2012 года новое энергооборудование введено в промышленную эксплуатацию — построены газотурбинная установка мощностью 30 МВт на базе газовой турбины LM-2500+G4 производства General Electric и котёл-утилизатор типа КГТ-42-4,0-440 производства завода «Энергомаш» (г. Белгород). В результате реализации проекта предприятие получило 30 МВт дополнительной мощности. В среднем на станции шестикратно возросла выработка электроэнергии и в два раза снизились расходы условного топлива на её отпуск.
На Ливенской ТЭЦ действуют энергетическая газотурбинная установка установленной электрической мощностью 30 МВт совместно с котлом-утилизатором установленной тепловой мощностью 27,7 Гкал/ч, а также паровая турбина установленной электрической мощностью 6 МВт, три паровых котла производительностью 35т/ч  каждый и три водогрейных котла производительностью 50 Гкал/ч.[A3] каждый.
Ливенская ТЭЦ — основной поставщик электрической и тепловой энергии в городе Ливны, втором по численности населения Орловской области.

## Перечень основного оборудования
| Агрегат                              | Тип             | Изготовитель                                                                  | Количество | Ввод в эксплуатацию | Основные характеристики | Основные характеристики | Источники   |
| Агрегат                              | Тип             | Изготовитель                                                                  | Количество | Ввод в эксплуатацию | Параметр                | Значение                | Источники   |
| ------------------------------------ | --------------- | ----------------------------------------------------------------------------- | ---------- | ------------------- | ----------------------- | ----------------------- | ----------- |
| Оборудование паротурбинных установок |                 |                                                                               |            |                     |                         |                         |             |
| Паровой котёл                        | ТП-35           | Таганрогский котельный завод «Красный котельщик» Белгородский котельный завод | 4          | 1958—1960 г.        | Топливо                 | газ, мазут              | [ 1 ] [ 2 ] |
| Паровой котёл                        | ТП-35           | Таганрогский котельный завод «Красный котельщик» Белгородский котельный завод | 4          | 1958—1960 г.        | Производительность      | 35 т/ч                  | [ 1 ] [ 2 ] |
| Паровой котёл                        | ТП-35           | Таганрогский котельный завод «Красный котельщик» Белгородский котельный завод | 4          | 1958—1960 г.        | Параметры пара          | 39 кгс/см2, 450 °С      | [ 1 ] [ 2 ] |
| Паровая турбина                      | АК-6-35         | Завод им. В. И. Ленина, г. Пильзень, Чехословакия                             | 1          | 1958 г.             | Установленная мощность  | 6 МВт                   | [ 1 ] [ 2 ] |
| Паровая турбина                      | АК-6-35         | Завод им. В. И. Ленина, г. Пильзень, Чехословакия                             | 1          | 1958 г.             | Тепловая нагрузка       | — Гкал/ч                | [ 1 ] [ 2 ] |
| Водогрейное оборудование             |                 |                                                                               |            |                     |                         |                         |             |
| Водогрейный котел                    | КВГМ-50/150     | Дорогобужский котельный завод                                                 | 3          | 1993 г.             | Топливо                 | газ, мазут              | [ 1 ] [ 2 ] |
| Водогрейный котел                    | КВГМ-50/150     | Дорогобужский котельный завод                                                 | 3          | 1993 г.             | Тепловая мощность       | 50 Гкал/ч               | [ 1 ] [ 2 ] |
| Оборудование газотурбинной установки |                 |                                                                               |            |                     |                         |                         |             |
| Газовая турбина                      | LM2500PD+G4 DLE | General Electric                                                              | 1          | 2012 г.             | Топливо                 | газ                     | [ 1 ] [ 3 ] |
| Газовая турбина                      | LM2500PD+G4 DLE | General Electric                                                              | 1          | 2012 г.             | Мощность (ISO)          | 30 МВт                  | [ 1 ] [ 3 ] |
| Газовая турбина                      | LM2500PD+G4 DLE | General Electric                                                              | 1          | 2012 г.             | tвыхлопа                | 552 °C                  | [ 1 ] [ 3 ] |
| Котёл-утилизатор                     | КГТ-42/4,0-440  | «Энергомаш» (г. Белгород)                                                     | 1          | 2012 г.             | Производительность      | 42 т/ч                  | [ 1 ]       |
| Котёл-утилизатор                     | КГТ-42/4,0-440  | «Энергомаш» (г. Белгород)                                                     | 1          | 2012 г.             | тепловая мощность       | 27,7 Гкал/ч             | [ 1 ]       |
| Котёл-утилизатор                     | КГТ-42/4,0-440  | «Энергомаш» (г. Белгород)                                                     | 1          | 2012 г.             | Параметры пара          | 40 кгс/см2, 440 °С      | [ 1 ]       |